# Зашкільняк Леонід Опанасович
Леонід Опанасович Зашкільняк (нар. 25 серпня 1949, Львів) — український історик, доктор історичних наук, професор та завідувач кафедри історії Центральної та Східної Європи Львівського національного університету імені Івана Франка. 
Заступник директора Інституту українознавства імені Івана Крип'якевича НАН України з наукової роботи. 
Дослідник нової і новітньої історії Польщі та українсько-польських відносин, польську, українську та закордонну історіографію XIX і XX століття, міжслов'янські зв'язки, теоретичні проблеми історичної науки. Автор понад 250 наукових і науково-популярних праць.

## Біографія
Народився у Львові 25 серпня 1949 року в родині радянського історика, проректора з навчальної роботи Львівського державного університету, завідувача кафедри історії КПРС Афанасія Зашкільняка.
Закінчив історичний факультет Львівського університету імені Франка у 1971 році. У 1971—1974 аспірант кафедри історії південних і західних слов'ян Львівського університету. Здобув ступінь кандидата історичних наук 1975 року за дисертацією «Боротьба Польської робітничої партії проти реакції за встановлення і зміцнення народно-демократичного ладу в Польщі (1944—1948 роки)». У 1974–76 роках асистент, у 1976–78 роках — старший викладач, у 1978–92 — доцент кафедри історії південних і західних слов'ян Львівського університету.
У 1988—1991 — докторант історичного факультету. У 1993 році захистив докторську «»Польська історіографія 40—60-х років XX ст. (питання організації і методології)». У 2000 році отримав звання професор Львівського університету.
Стажувався на історичному факультеті Московського університету у 1979 році, в Інституті історії Варшавського університету у 1974, 1989 і 1995 роках, Інституті історії Люблінського університету М. Кюрі-Склодовської у 1995 році, Центрально-Європейському університеті в Будапешті 1996 року.
У 1992—1995 — доцент кафедри історії слов'янських країн Львівського університету, 1995 — 1997&nbsp1997 — професор, 1997 — 2007&nbsp2007 — завідувач кафедри історії слов'янських країн Львівського університету. У 1993 році захистив докторську «»Польська історіографія 40-60-х років XX ст. (питання організації і методології)». У 2000 році отримав звання професор Львівського університету.
У 2003 році стає лауреатом нагороди часопису «Przegląd Wschodni»за краще закордонне видання з історії Польщі спільно з Миколою Крикуном.
З вересня 2007 — заступник директора з наукової роботи Інституту українознавства імені Івана Крип'якевича НАН України. 
У 2008 році отримав нагороду Люблінського архієпископа «Memoria iustorum» за заслуги в розвитку діалогу культур, який служить будівництву Європи і зміцненню спільних вартостей у суспільстві, що має великі рани і конфлікти.
Кавалер Ордена «За заслуги перед Польщею» 2009 року. Має також нагороди Капітули Польсько-Українського Поєднання 2015 року та Державної премії України в галузі науки і техніки 2017 року. Почесний професор Ряшівського університету з 2009 року.

## Відзнаки та нагороди
- 2009 — кавалер Ордена «За заслуги перед Польщею».
- 2009 — професор Ряшівського університету.
- 2014 — заслужений професор Львівського університету[2].
- 2015 — лауреат нагороди Капітули Польсько-Українського Поєднання.
- 2017 — Лауреат Державної премії України в галузі науки і техніки за працю над «Енциклопедією історії України» у десяти томах[3].

## Наукові праці
Досліджує нову та новітню історію Польщі та українсько-польських відносин, польську, українську та закордонну історіографію XIX і XX століття, міжслов'янські зв'язки, теоретичні проблеми історичної науки. Автор понад 250 наукових і науково-популярних праць.
Член редколегій багатьох історичних видань, зокрема «Проблеми слов'янознавства» (Львів), «Вісник Львівського університету. Серія історична»(Львів), «Україна модерна» (Львів), «Український гуманітарний огляд» (Київ), «Галичина» (Івано-Франківськ) та ін. Дійсний член Академії історичних наук України, Українського історичного товариства, член Комісії істориків України та Польщі.
- Формування та розвиток історичної науки в Польщі. — Львів, 1986.
- Историография истории южных и западных славян. — Москва, 1987 (співавтор).
- Историография истории нового времени стран Европы и Америки. — Москва, 1990 (співавтор).
- Марксизм и историческая наука в странах Центральной и Юго-Восточний Европы (1870—1965). — Москва, 1993 (співавтор).
- Польська історіографія після Другої світової війни: проблеми національної історії (40-60-ті роки). — Київ, 1992.
- Введення в методологію історії. — Львів, 1996.
- Методологія історії від давнини до сучасності. — Львів, 1999.
- Історія Центрально-Східної Європи. Посібник для студентів історичних і гуманітарних факультетів університетів.). — Львів, 2001.
- Історія Польщі: від давнини до наших днів. — Львів, 2002. (Співавтор  — Микола Крикун).
- Українська історіографія на рубежі XX і XXI століть: здобутки і проблеми. Львів, 2004.
- Сучасна світова історіографія. Посібник для студентів історичних спеціальностей університетів. — Львів, 2007.